# Łobanowka (rejon korieniewski)
Łobanowka (ros. Лобановка) – wieś (ros. деревня, trb. dieriewnia) w zachodniej Rosji, w sielsowiecie korieniewskim rejonu korieniewskiego w obwodzie kurskim.

## Geografia
Miejscowość położona jest nad rzeką Kriepna (dopływ Sejmu), 2 km od centrum administracyjnego sielsowietu korieniewskiego (wieś Korieniewo), 1,5 km od centrum administracyjnego rejonu (osiedle Korieniewo), 97,5 km od Kurska.
W granicach miejscowości znajduje się 120 posesji.

## Demografia
W 2010 r. miejscowość zamieszkiwało 259 osób.